# Vinzentinerinnenkirche (Freiburg im Breisgau)

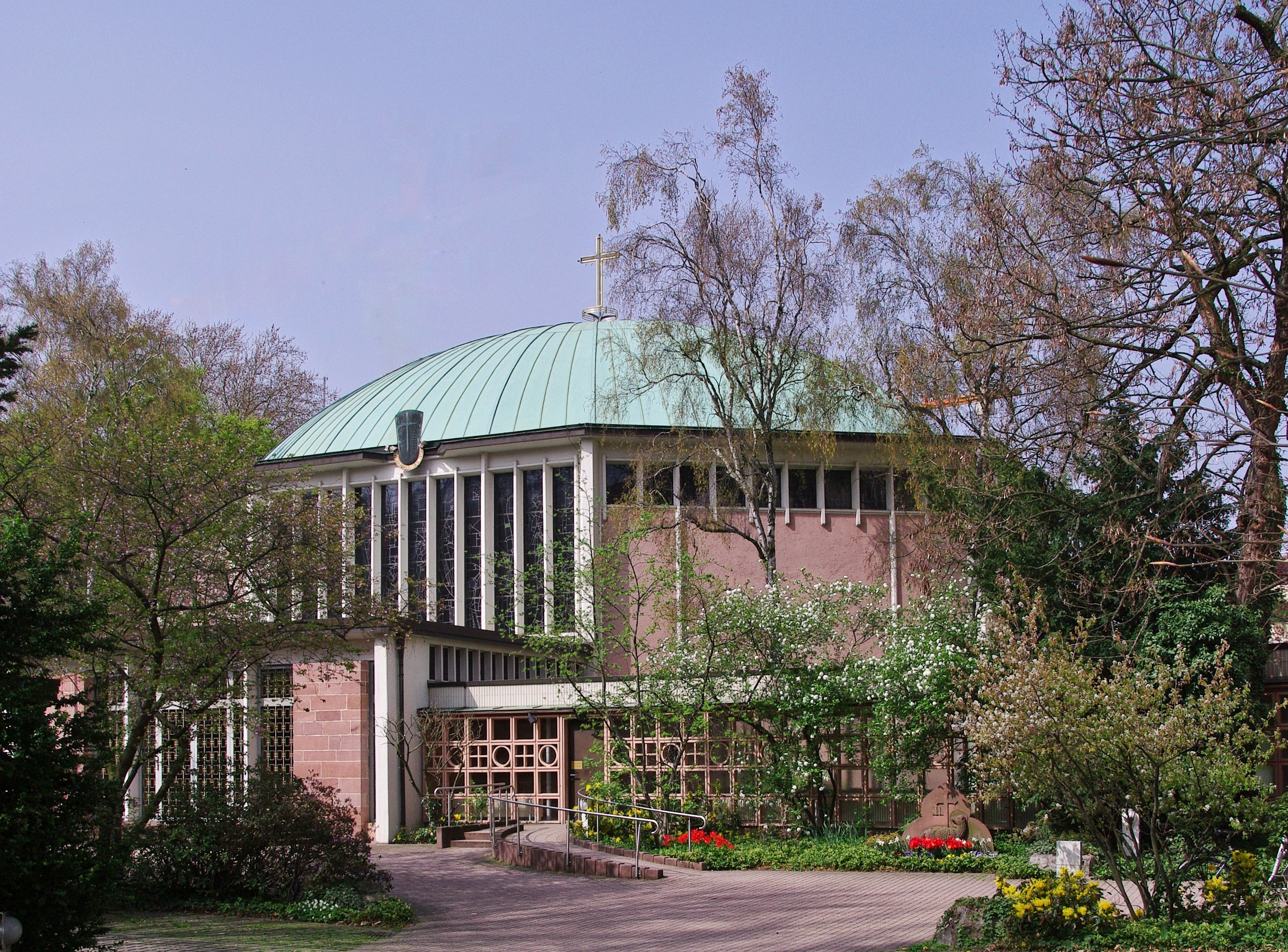
Vinzentinerinnenkirche Freiburg

Die Vinzentinerinnenkirche ist ein römisch-katholisches Kirchengebäude im Stadtteil Neuburg von Freiburg im Breisgau. Der Name leitet sich ab von den Schwestern des Ordens der Barmherzigen Schwestern vom hl. Vinzenz von Paul, die kurz Vinzentinerinnen genannt werden. Die Kirche steht neben dem Mutterhaus der Schwestern, weshalb sie auch Mutterhauskirche genannt wird.  Sie ist dem Gedächtnis der Schmerzhaften Muttergottes geweiht. 
Der am 11. April 1957 durch Erzbischof Eugen Seiterich geweihte Bau wurde von Architekt Reinhard Fuchs entworfen. Er ersetzt eine 1861 erbaute neugotische, dem Heiligen Josef geweihte Kirche, die beim Bombardement auf Freiburg am 27. November 1944 völlig zerstört wurde.
Der mit einer flachen Kuppel überwölbte achteckige Zentralbau hat ein Skelett aus Stahlbeton, das mit außen und innen unverputzten Klinkern ausgemauert ist. Ein Kirchturm ist nicht vorhanden. Im Bereich des östlichen Haupteingangs gibt es einen flachen Vorbau, in den ein vom Mutterhaus her führender gedeckter Gang mündet. Auf der gegenüberliegenden Seite des Oktogons besteht der Altarraum aus einer raumhohen Ausbuchtung. Die Kirche ist seit 2014 eingetragenes Kulturdenkmal.
Die Stirnwand des Altarraums zeigt ein Kreuz mit der Darstellung der fünf Wunden Christi und eine Pietà, ausgeführt in Mosaik auf der Klinkerwand. 
Das große bunte Glasfenster über dem östlichen Eingangsportal wurde von dem Basler Künstler Hans Stocker gestaltet, ebenso das umlaufende schmale Fensterband unterhalb der Kuppel, das den Innenraum gleichmäßig belichtet.

## Orgel
Die Orgel mit 30 Registern auf zwei Manualen und Pedal wurde 1986 von der Orgelwerkstatt Fischer & Krämer aus Endingen am Kaiserstuhl erbaut. Sie ist, um das große Glasgemälde über dem Eingang nicht zu verdecken, nicht zentral, sondern seitlich auf der weitläufigen Empore untergebracht.